# استراحتگاه گروهی

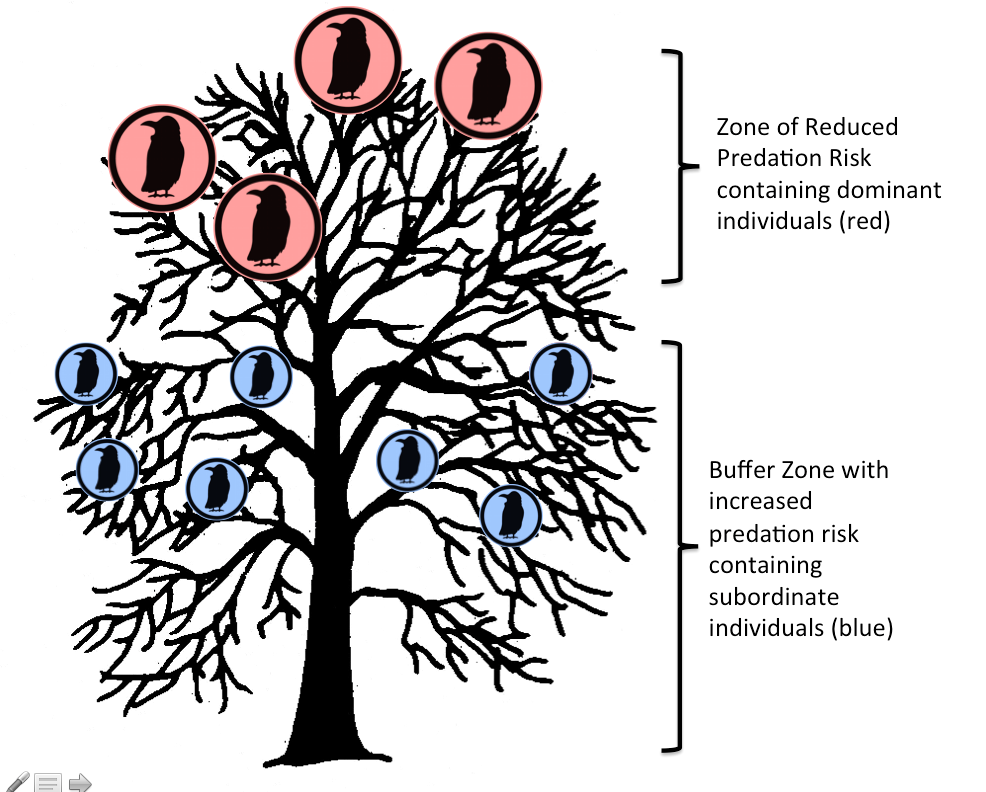
یک نمونه ساده‌شده از یک استراحتگاه گروهی تحت فرضیه دو استراتژی، افراد چیره که اتاق‌های بالاتر و امن‌تری را اشغال می‌کنند.

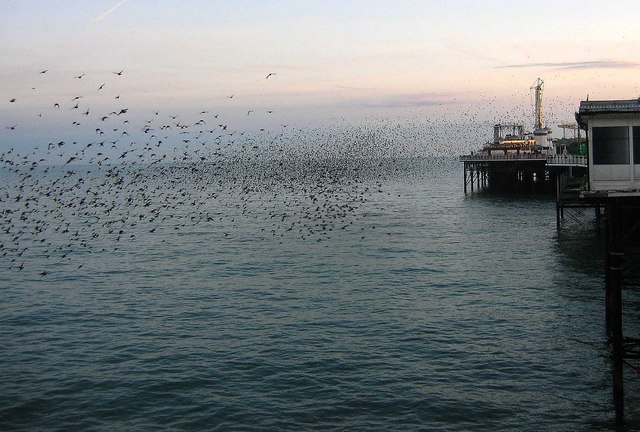
جمع‌شدن سارها به سوی استراحتگاه گروهی شبانه در نزدیکی برایتون

استراحتگاه گروهی (Communal roosting)، یک رفتار جانوری است که در آن گروهی از افراد، معمولاً از همان گونه، بر اساس سیگنال بیرونی برای چند ساعت در یک منطقه جمع می‌شوند و با ظاهر شدن دوباره سیگنال به همان مکان بازمی‌گردند. سیگنال‌های محیطی اغلب مسئول این گروه‌بندی هستند، از جمله شب، جزر و مد یا بارندگی. تمایز بین استراحتگاه گروهی و زادآوری همکارانه نبودن جوجه در استراحتگاه گروهی است. در حالی که استراحتگاه گروهی به‌طور کلی در پرندگان دیده می‌شود، این رفتار در خفاش‌ها، نخستی‌ها و حشرات نیز دیده شده‌است. اندازه این توده‌ها، به ویژه در میان گونه‌های پرندگان، می‌تواند بین هزاران تا میلیون‌ها فرد باشد.

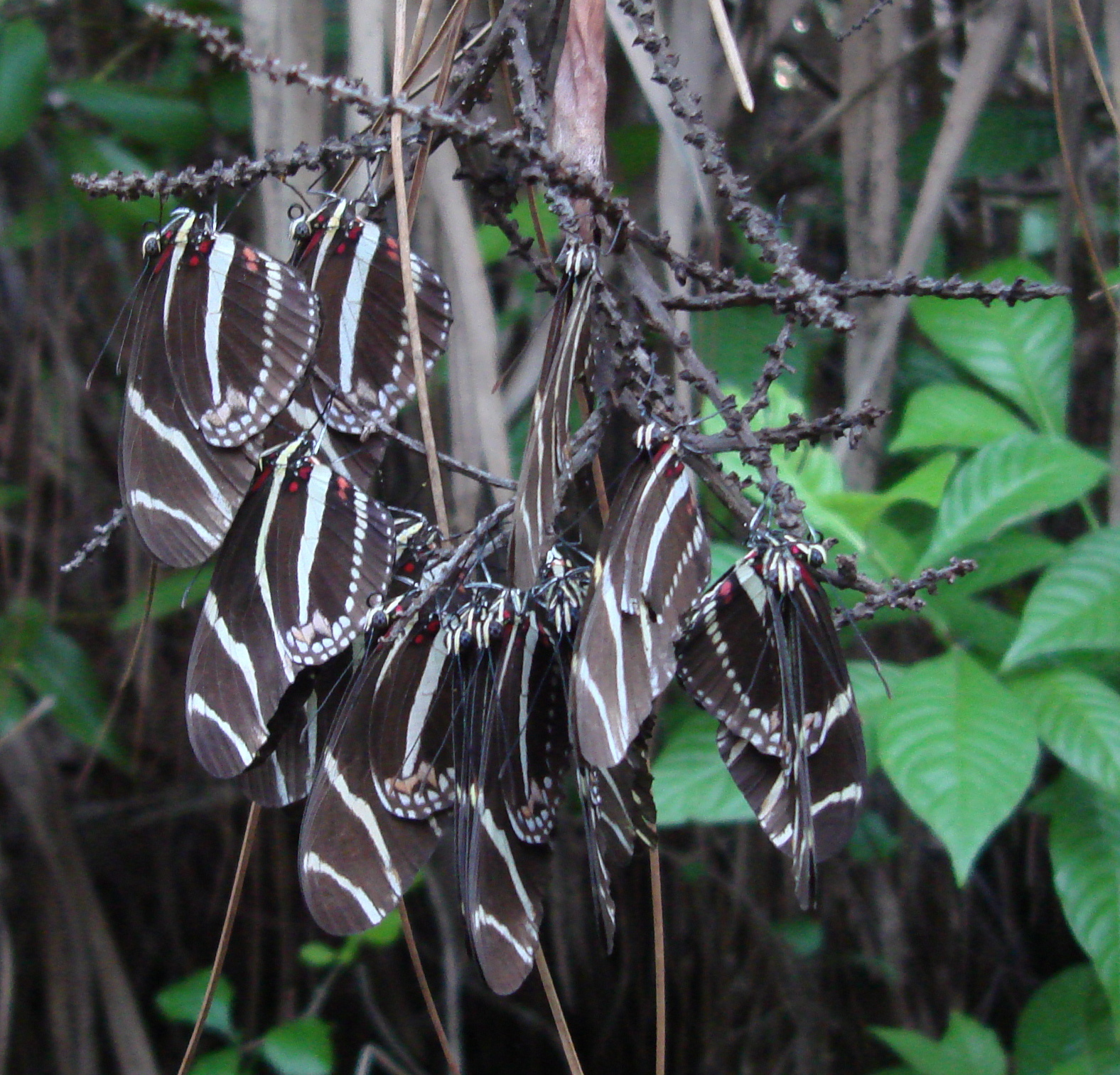
پروانه‌های بال‌بلند گورخری (Heliconius charitonius) در یک استراحتگاه گروهی شبانه می‌خوابند.